# Jiuzhaigou
Jiuzhaigou (Xinès simplificat: 九寨沟; Xinès tradicional: 九寨溝; pinyin: Jiǔzhàigōu; literalment: "Vall de Nou Llogarets"; Tibetà: གཟི་ རྩ་ སྡེ་ དགུ) és una reserva natural i parc nacional situat al cantó de Nanping, a la província de Sichuan, Xina.
Els llogarets són d'ètnia tibetana. La Regió d'interès panoràmic i històric de la Vall de Jiuzhaigou van ser inscrita a la llista del Patrimoni de la Humanitat de la UNESCO des de l'any 1992 i Reserva Mundial de la Biosfera el 1997. Abasta una superfície protegida de 72.000 ha.
La vall de Jiuzhaigou és part de les muntanyes Min i és famós per la seva cascades, colorits llacs i pics nevats. La seva elevació varia entre els 2.000 i 4.500 metres.